# MTV Movie Awards 1999
L'8ª edizione degli MTV Movie Awards si è svolta il 5 giugno 1999 a Santa Monica, California, ed è stata presentata da Lisa Kudrow.

## Performance musicali
Nel corso dello spettacolo si sono esibiti:
- Will Smith con Dru Hill e Kool Mo Dee (Wild Wild West)
- Kid Rock (Bawitdaba)
- Robbie Williams (Millennium)

## Parodie (Movie Spoofs)
Nel corso dello spettacolo sono stati parodiati:
- Austin Powers - La spia che ci provava
- Star Wars Episodio I - La minaccia fantasma
- Armageddon - Giudizio finale

## Vincitori e candidati
I vincitori sono indicati in grassetto.

### Miglior film (Best Movie)
- Tutti pazzi per Mary (There's Something About Mary), regia di Bobby Farrelly e Peter Farrelly
- Fuori in 60 secondi (Gone in 60 Seconds), regia di Dominic Sena
- Salvate il soldato Ryan (Saving Private Ryan), regia di Steven Spielberg
- Shakespeare in Love, regia di John Madden
- The Truman Show, regia di Peter Weir

### Miglior performance maschile (Best Male Performance)
- Jim Carrey - The Truman Show
- Ben Affleck - Armageddon - Giudizio finale (Armageddon)
- Tom Hanks - Salvate il soldato Ryan (Saving Private Ryan)
- Adam Sandler - Waterboy (The Waterboy)
- Will Smith - Nemico pubblico (Enemy of the State)

### Miglior performance femminile (Best Female Performance)
- Cameron Diaz - Tutti pazzi per Mary (There's Something About Mary)
- Jennifer Love Hewitt - Giovani, pazzi e svitati (Can't Hardly Wait)
- Jennifer Lopez - Out of Sight
- Gwyneth Paltrow - Shakespeare in Love
- Liv Tyler - Armageddon - Giudizio finale (Armageddon)

### Migliore performance rivelazione maschile (Breakthrough Male Performance)
- James Van Der Beek - Varsity Blues
- Ray Allen - He Got Game
- Robert McGowenn - Shakespeare in Love
- Josh Hartnett - Halloween 20 anni dopo (Halloween H20: 20 Years Later)
- Chris Rock - Arma letale 4 (Lethal Weapon 4)

### Miglior performance rivelazione femminile (Breakthrough Female Performance)
- Katie Holmes - Generazione perfetta (Disturbing Behavior)
- Cate Blanchett - Elizabeth
- Brandy - Incubo finale (I Still Know What You Did Last Summer)
- Rachael Leigh Cook - Kiss Me (She's All That)
- Catherine Zeta-Jones - La maschera di Zorro (The Mask of Zorro)

### Miglior coppia (Best On-Screen Duo)
- Jackie Chan e Chris Tucker - Rush Hour
- Ben Affleck e Liv Tyler - Armageddon - Giudizio finale (Armageddon)
- Nicolas Cage e Meg Ryan - La città degli angeli (City of Angels)
- Freddie Prinze Jr. e Rachael Leigh Cook - Kiss Me (She's All That)
- Ben Stiller e Cameron Diaz - Tutti pazzi per Mary (There's Something About Mary)

### Miglior cattivo (Best Villain)
- Matt Dillon - Tutti pazzi per Mary (There's Something About Mary)
- Stephen Dorff - Blade
- Brad Dourif - La sposa di Chucky (Bride of Chucky)
- Jet Li - Arma letale 4 (Lethal Weapon 4)
- Rose McGowan - Amiche cattive (Jawbreaker)

### Miglior performance comica (Best Comedic Performance)
- Adam Sandler - Waterboy (The Waterboy)
- Cameron Diaz - Tutti pazzi per Mary (There's Something About Mary)
- Chris Rock - Arma letale 4 (Lethal Weapon 4)
- Ben Stiller - Tutti pazzi per Mary (There's Something About Mary)
- Chris Tucker - Rush Hour

### Miglior canzone (Best Song From a Movie)
- I Don't Want to Miss a Thing cantata da Aerosmith - Armageddon - Giudizio finale (Armageddon)
- Are You That Somebody? cantata da Aaliyah - Il dottor Dolittle (Doctor Dolittle)
- Iris cantata da Goo Goo Dolls - La città degli angeli (City of Angels)
- Nice Guys Finish Last cantata da Green Day - Varsity Blues
- Can I Get A... cantata da Jay-Z - Rush Hour

### Miglior bacio (Best Kiss)
- Gwyneth Paltrow e Joseph Fiennes - Shakespeare in Love
- George Clooney e Jennifer Lopez - Out of Sight
- Matt Dillon, Denise Richards e Neve Campbell - Sex Crimes - Giochi pericolosi (Wild Things)
- Jeremy Irons e Dominique Swain - Lolita
- Ben Stiller e Cameron Diaz - Tutti pazzi per Mary (There's Something About Mary)

### Miglior sequenza d'azione (Best Action Sequence)
- Gli asteroidi colpiscono New York City - Armageddon - Giudizio finale (Armageddon)
- L'inseguimento automobilistico sulla freeway - Arma letale 4 (Lethal Weapon 4)
- L'inseguimento automobilistico fra De Niro e McElhone - Ronin
- Lo sbarco in Normandia - Salvate il soldato Ryan (Saving Private Ryan)

### Miglior combattimento (Best Fight)
- Ben Stiller contro il cane Puffy - Tutti pazzi per Mary (There's Something About Mary)
- Wesley Snipes contro i vampiri - Blade
- Antonio Banderas e Catherine Zeta-Jones - La maschera di Zorro (The Mask of Zorro)
- Jackie Chan e Chris Tucker contro la gang cinese - Rush Hour

### Miglior nuovo film-maker (Best New Filmmaker)
- Guy Ritchie